# 睿智蕭皇后
睿智蕭皇后（えいちしょうこうごう）は、遼（契丹）の景宗の皇后。諱は綽。小字は燕燕。

## 経歴
遼の北府宰相蕭思温の娘として生まれた。幼くして聡明で、蕭思温は「この娘は必ず家を成すことができよう」と評した。景宗が即位すると、選抜されて貴妃となった。間もなく皇后に立てられた。夫婦仲は良く、聖宗など多くの子供を産んだ。
乾亨4年（982年）、景宗が崩御すると皇太后に立てられ、摂政（称制）にあたった。耶律斜軫と韓徳譲を信任して内政を委ね、南方の軍事は耶律休哥に任せた。統和元年（983年）、承天皇太后の尊号を受けた。統和22年（1004年）、北宋に対する南征の軍を起こすと、戎車に乗って、三軍を指揮した。統和24年（1006年）、睿徳神略応運啓化承天皇太后と尊号を加えられた。
統和27年（1009年）12月、崩御し、聖神宣献皇后と諡された。重熙21年（1052年）、睿智皇后と改諡された。

## 子女
- 男子：耶律隆緒（聖宗）、耶律隆慶（秦晋王）、耶律隆裕（斉王）、耶律薬師奴（早逝）
- 女子：耶律観音女、耶律長寿女、耶律延寿女

## 伝記資料
- 『遼史』巻71 列伝第1
- 『契丹国志』

## 登場作品
古典
- 楊家将演義

テレビドラマ
- 楊家将伝記 兄弟たちの乱世（2006年、演：張瑞珈）
- 燕雲台-The Legend of Empress-（2020年、演：ティファニー・タン）
- 大宋宮詞 〜愛と策謀の宮廷絵巻〜（2021年、演：帰亜蕾（中国語版））